# Женска рукометна репрезентација Јужне Кореје
Женска рукометна репрезентација Јужне Кореје је репрезентација Јужне Кореје у рукомету. Од 1984. године корејски тим не само да је константно учествовао на Олимпијским играма, већ је био и међу четири најбоље нације сваки пут све до 2012. године. Јужна Кореја је освојила златну медаљу 1988. и 1992. године, освојила сребрну медаљу 1984., 1996., 2004. и бронзану медаљу 2008. године. До сада су освојиле двије медаље на Свјетском првенству: 1995. године освојиле су и титулу свјетског првака у Аустрији/Мађарској 1995. године Светско првенство у рукомету за жене, освојиле су треће мјесто и освојиле бронзану медаљу на Свјетском првенству у рукомету у Хрватској 2003. године. То је дванаестоструки азијски шампион, турнир је освојила било која друга нација само два пута.
Ни мушки, ни женски и дјечији тимови нису успели да се квалификују у регионалне квалификације за Олимпијске игре у Пекингу 2008. августа 2007. године због пристрасног суђења, али је Међународна рукометна федерација наредила репризе оба квалификациона турнира након што је признала пристрасне судије са Блиског истока. Јужна Кореја је побједила Јапан у мушким и женским мечевима и квалификовала се за Олимпијске игре у Пекингу у јануару 2008. године. Међутим, Извршни комитет савеза са сједиштем у Кувајту, који је одбацио одлуку Међународне рукометне федерације о одржавању реприза, пристао је да казни Јапан и Јужну Кореју са 1.000 долара и издао упозорење објема земљама. Поред тога, Азијска рукометна федерација уложила је жалбу на одлуку ИХФ-а Суду за спортску арбитражу, који је прогласио квалификације азијских жена неважећим и приморао даме из Кореје да играју на завршном квалификационом турниру за Олимпијске игре. Суд је одлучио да је реприза неважећа. Женска репрезентација Кореје освојила је улазницу за Олимпијске игре у Пекингу на квалификационој утакмици за Олимпијске игре одржаној у Ниму у Француској. У полуфиналном мечу Олимпијских игара у Пекингу 2008. године против Норвешке, корејска делегација је затражила поништење гола Норвешке, јер су тврдили да лопта није прешла гол линију пре звиждука на крају утакмице. Дисциплинска комисија ИХФ-а је одбила жалбу Кореје, потврдивши да је крајњи резултат 29-28 у корист Норвешке.
Филм Заувјек тренутак из 2008. године је фикционализован приказ путовања žенских рукометних тимова на Олимпијске игре у Атини 2004. године.

## Резултати

### Олимпијске игре
| Година | Мјесто | Турнир                                | Домаћин          |
| ------ | ------ | ------------------------------------- | ---------------- |
| 1984   | 2      | САД Олимпијада у Лос Анђелесу         | САД              |
| 1988   | 1      | Јужна Кореја Олимпијада у Сеулу       | Јужна Кореја     |
| 1992   | 1      | Шпанија Олимпијада у Барселони        | Шпанија          |
| 1996   | 2      | САД Олимпијада у Атланти              | САД              |
| 2000   | 4      | Аустралија Олимпијада у Сиднеју       | Аустралија       |
| 2004   | 2      | Грчка Олимпијада у Атини              | Грчка            |
| 2008   | 3      | Кина Олимпијада у Пекингу             | Кина             |
| 2012   | 4      | Велика Британија Олимпијада у Лондону | Велика Британија |
| 2016   | 10     | Бразил Олимпијада у Рио де Женеиру    | Бразил           |
| 2020   | 8      | Јапан Олимпијада у Токију             | Јапан            |
| 2024   | 10     | Француска Олимпијада у Паризу         | Француска        |

## Свјетска првенства
- 1978. – 10–12. мјесто
- 1982. – 6. мјесто
- 1986. – 11. мјесто
- 1990. – 11. мјесто
- 1993. – 11. мјесто
- 1995. –  Шампиони
- 1997. – 5. мјесто
- 1999. – 9. мјесто
- 2001. – 15. мјесто
- 2003. –  Трећепласиране
- 2005. – 8. мјесто
- 2007. – 6. мјесто
- 2009. – 6. мјесто
- 2011. – 11. мјесто
- 2013. – 12. мјесто
- 2015. – 14. мјесто
- 2017. – 13. мјесто
- 2019. – 11. мјесто
- 2021. – 14. мјесто
- 2023. – 22. мјесто

## Азијске игре
- 1990. –  Шампионке
- 1994. –  Шампионке
- 1998. –  Шампионке
- 2002. –  Шампионке
- 2006. –  Шампионке
- 2010. –  Трећепласиране
- 2014. –  Шампионке
- 2018. –  Шампионке
- 2022. –   Другопласиране

## Првенства Азије у рукомету
- 1987. –  Шампионке
- 1989. –  Шампионке
- 1991. –  Шампионке
- 1993. –  Шампионке
- 1995. –  Шампионке
- 1997. –  Шампионке
- 1999. –  Шампионке
- 2000. –  Шампионке
- 2002. –   Другопласиране
- 2004. –  Трећепласиране
- 2006. –  Шампионке
- 2008. –  Шампионке
- 2010. –   Другопласиране
- 2012. –  Шампионке
- 2015. –  Шампионке
- 2017. –  Шампионке
- 2018. –  Шампионке
- 2021. –  Шампионке
- 2022. –  Шампионке

## Остали већи турнири
- Carpathian Trophy 1994 – Друго мјесто
- Carpathian Trophy 2006 – Друго мјесто
- Møbelringen Cup 2017 – Четврто мјесто

## Састав тимова

#### Састав тима (златно наЉетњим олимпијским играма 1988.)
Репрезентација олимпијског шампиона 1988. била је: Song Ji-hyun, Han Hyun-sook, Kim Choon-rye, Kim Myung-soon, Lee Ki-soon, Lee Mi-young, Kim Hyun-mee, Kim Mi-sook, Suk Min-hee, Son Mi-ha, Lim Mi-kyung, Kim Kyung-soon, Sung Kyung-hwa и селектор Park Jung-ku.

#### Састав тима (злато наЉетњим олимпијским играма 1992.)
Репрезентација олимпијског шампиона 1992. године била је: Moon Hyang-ja, Nam Eun-young, Lee Ho-youn, Hwang Sun-hee, Lee Mi-young, Hong Jeong-ho, Lim O-kyeong, Min Hye-sook, Park Jeong-lim, Oh Seong-ok, Jang Ri-ra, Kim Hwa-sook, Han Hyun-sook, Park Kap-sook, Han Sun-hee, Cha Jae-kyung и селектор Chung Hyung-kyun

#### Састав тима (Свјетско првенство 1995.)
Репрезентација светског шампиона 1995. године била је:Cho Soon-ja, Gu Aeh-kycong, Han Sun-hee, Hong Jeong-ho, Kim Eun-kyoung, Kim Eun-mi, Kim Mi-sim, Kim Rang, Kim Jeong-mi, Lee Sang-eun, Lim O-kyeong, Moon Hyang-ja, Oh Seong-ok, Oh Yong-ran, Pack Chong-sook, Park Jeong-lim и селектор Chung Hyung-kyun.

#### Састав тима наЉетњим олимпијским играма 2016.
Ово је 9. наступ Јужне Кореје на Олимпијским играма. Тим испада у групној фази.
Састав тима је сљедећи Oh Yong-ran, Jung Yu-ra, Ryu Eun-hee, Park Mi-ra, Yoo Hyun-ji, Kim Jin-yi, Choi Su-min, Sim Hae-in, Lee Eun-bi, Woo Sun-hee, Kim On-a, Gwon Han-na, Nam Yeong-sin, Yu So-jeong и селектор Lim Young-chul.

### Састав тима наЉетњим олимпијским играма 2024.
Тим од 22 играчице објављен је 14. маја 2024. године. Смањен је на 17 играча 2. јула 2024. године.
Селектор је Хенрик Сигнел  Шведска. Помоћници селектора су Ерик Лархолм и Вања Радић.
Капетаница тима је Шин Еунју.
| Бр. | Поз. | Име и презиме  | Датум рођења (године)         | Висина | Наступи | Голови | Клуб               |
| --- | ---- | -------------- | ----------------------------- | ------ | ------- | ------ | ------------------ |
| 2   | RW   | Сонг Ђијонг    | 5. мај 1995. (29 год.)        | 1.64 m | 29      | 55     | Seoul City         |
| 7   | LW   | Шин Еунју      | 9. септембар 1993. (30 год.)  | 1.70 m | 56      | 106    | Incheon City       |
| 11  | RB   | Рју Еунхи      | 24. фебруар 1990. (34 год.)   | 1.79 m | 171     | 524    | Győri ETO KC       |
| 12  | GK   | Жонг Ђин-хуј   | 24. март 1999. (25 год.)      | 1.80 m | 33      | 0      | Seoul City         |
| 16  | GK   | Парк Се-јунг   | 11. август 1994. (29 год.)    | 1.76 m | 67      | 0      | Wonderful Samcheok |
| 18  | LB   | Хан Ми-сул     | 13. август 1993. (30 год.)    | 1.78 m | 48      | 79     | Incheon City       |
| 19  | P    | Канг Еун-хје   | 17. април 1996. (28 год.)     | 1.86 m | 65      | 90     | SK Sugar Gliders   |
| 23  | LB   | Ву Бит-на      | 23. октобар 2001. (22 год.)   | 1.72 m | 10      | 36     | Seoul City         |
| 24  | CB   | Канг Кјунг-мин | 8. новембар 1996. (27 год.)   | 1.65 m | 19      | 42     | SK Sugar Gliders   |
| 26  | RB   | Канг Еун-сео   | 4. март 1999. (25 год.)       | 1.69 m | 6       | 1      | Incheon City       |
| 27  | RW   | Ђон Ђи-јон     | 2. мај 2003. (21 год.)        | 1.68 m | 5       | 5      | Wonderful Samcheok |
| 29  | LB   | Ким Да-јунг    | 16. септембар 1996. (27 год.) | 1.70 m | 0       | 0      | Busan              |
| 31  | P    | Гим Бо-еун     | 8. децембар 1997. (26 год.)   | 1.77 m | 32      | 68     | Wonderful Samcheok |
| 33  | CB   | Шин Ђин-ми     | 23. јун 1998. (26 год.)       | 1.67 m | 6       | 9      | Busan              |

## Истакнуте рукометашице
- Ким Хјун-Ми – Светска рукометашица године (1996.)
- Лим О-Кјонг – Светска рукометашица године (1989.)